# ГЕС Езулвіні
ГЕС Езулвіні (Ezulwini) — гідроелектростанція в Свазіленді. Станом на середину 2010-х років найпотужніша електростанція країни (хоча й випереджає ГЕС Магуга лише на 0,2 МВт).
У межах проекту річку Лусушвана (Мала Усуто, ліва притока Великого Усуту, котра впадає в Індійський океан південніше столиці Мозамбіку Мапуту) перекрили греблю Лупхохло. Це кам'яно-накидна споруда висотою 40 метрів та довжиною 400 метрів, яка утворює водосховище з площею поверхні 1,2 км2 та об'ємом 23 млн м3. Накопичена у сховищі вода далі подається на схід через прокладений під гірським хребтом дериваційний тунель довжиною 4,4 км, який після балансувальної камери переходить у напірний водовід довжиною 0,6 км.
Машинний зал станції обладнаний двома турбінами типу Пелтон потужністю по 10 МВт, що при напорі у 250 метрів повинні забезпечувати виробництво 94 млн кВт-год електроенергії на рік. Відпрацьована вода по відвідному каналу повертається у ліву притоку Лусушвани річку Мвутшіні. Можливо відзначити, що місце для машинного залу обирали на достатній висоті над долиною останньої задля уникнення впливу характерних для Мвутшіні катастрофічних повеней.
Видача продукції відбувається по ЛЕП, що працює під напругою 66 кВ.